# Tiffany Bolling
Tiffany Bolling, nata Tiffany Royce Kral (Santa Monica, 6 febbraio 1947), è un'attrice statunitense.

## Filmografia parziale

### Cinema
- L'investigatore (Tony Rome), regia di Gordon Douglas (1967) - non accreditata
- Triangle, regia di Bernard Glasser (1970)
- Il divorzio è fatto per amare (The Marriage of a Young Stockbroker), regia di Lawrence Turman (1971)
- Le sorelline (Bonnie's Kids), regia di Arthur Marks (1972)
- Wicked, Wicked, regia di Richard L. Bare (1973)
- Anonima sequestri (The Candy Snatchers), regia di Guerdon Trueblood (1973)
- Troppo nude per vivere (The Centerfold Girls), regia di John Peyser (1974)
- Party selvaggio (The Wild Party), regia di James Ivory (1975)
- Kingdom of the Spiders, regia di John 'Bud' Cardos (1977)
- Passione ambigua (Love Scenes), regia di Bud Townsend (1984)
- Open House, regia di Jag Mundhra (1987)
- Visions - Premonizioni di un delitto (Visions), regia di David McKenzie (1998)

### Televisione
- Bonanza – serie TV, 1 episodio (1969)
- The New People – serie TV, 17 episodi (1969-1970)
- Ironside – serie TV, 1 episodio (1970)
- Medical Center – serie TV, 1 episodio (1970)
- Sesto senso (The Sixth Sense) – serie TV, 1 episodio (1972)
- Mannix – serie TV 2 episodi (1971-1973)
- La chiave del mistero (Key West) – film TV (1973)
- Electra Woman and Dyna Girl – serie TV, 2 episodi (1976)
- The Krofft Supershow – serie TV, 2 episodi (1976)
- Charlie's Angels – serie TV, 2 episodi (1978)
- Vega$ – serie TV, 2 episodi (1978-1981)
- Gli sceriffi delle nevi (High Mountain Rangers) – serie TV, 1 episodio (1988)